# Майкъл Дъглас
Майкъл Кърк Дъглас (на английски: Michael Kirk Douglas) е американски киноактьор и продуцент (Полет над кукувиче гнездо, 1975).

## Биография

### Произход и детство
Роден е на 25 септември 1944 г. в Ню Брънзуик, щата Ню Джърси. Син е на киноиконата Кърк Дъглас и на британската актриса Даяна Дил. Има един брат.
Когато Майкъл е едва на 6 години, родителите му се развеждат. След осмата си година израства при майка си и втория си баща в Кънектикът, но прекарва ваканциите с родния си баща.
Докато завърши средното си образование сменя няколко училища. След това посещава колеж и през 1968 г. се дипломира от Калифорнийския университет, Санта Барбара специалност „Театрални изкуства“.

### Кариера
Започва холивудската си кариера като асистент-режисьор на някои от филмите на баща си от 60-те. След участието му в няколко телевизионни драми Майкъл Дъглас печели известност, когато изиграва образа на Стийв Келър заедно с легендарния киноактьор Карл Молдън в телевизионния сериал от 70-те „Улиците на Сан Франциско“ (1972 – 1977). Освен че участва като актьор, той също и режисира две от сериите.
През 1975 г. става изпълнителен продуцент на филм на Милош Форман „Полет над кукувиче гнездо“ (One Flew Over the Cuckoo’s Nest) по романа на Кен Киси, с участието на Джак Никълсън – една от най-добрите му роли. Резултатът – пет награди Оскар, включително и за най-добър филм.
През 1979 г. участва заедно с Джак Лемън и Джейн Фонда в „Китайски синдром“ (The China Syndrome), на който е и съпродуцент. През 1984 г. Дъглас се свързва с Катлийн Търнър, за да се снимат в „Романс за камъка“ – романтично-приключенски филм в стила на „Индиана Джоунс“. Партнира им старият приятел на Дъглас – Дани Де Вито. Филмът става голям хит и съживява актьорската кариера на Майкъл. Успешното представяне на Дъглас, Де Вито и Търнър води до продължението – „Перлата на Нил“ (1985). Тримата се снимат отново заедно във „Войната на семейство Роуз“ (1989) – черна комедия за един неприятен развод.
През 1987 г. Майкъл прави два филма, които отразяват мрачната му страна: „Фатално привличане“, в който играе ролята на наказан заради моментните си слабости в миналото мъж, който плаща огромна цена, преследван от умствено неуравновесената си бивша любовница (Глен Клоуз) и „Уолстрийт“ на Оливър Стоун, където е Гордън Греко – неморален служител в корпорация, чието мото е „Алчността е добродетел“, и печели първия си Оскар за най-добър актьор.
През 1992 г. продължава да изследва тъмната си страна, партнирайки на Шарън Стоун в трилъра „Първичен инстинкт“. По-рано през 1988 г. Дъглас основава продуцентската компания „Stonebridge Entertainment, Inc.“, която продуцира редица големи филми като този на Джоел Шумахер „Линия на смъртта“ (1990) и на Ричард Донър „Radio Flyer“ (1992). Година по-късно продуцира „Произведено в Америка“, след което изиграва ролята на сексуално измъчван мъж в „Disclosure“ (1994) г. Снима се също и в „Американският президент“ (1995) заедно с Анет Бенинг.
Майкъл Дъглас подписва договор с Paramount през 1994, който включва „Призрака и Мрака“ (1996), „Играта“ (1997) и „Перфектно убийство“ (1998), римейк на класическата творба на Хичкок „Набери „М“ за убийство“ с Гуинет Полтроу. Става изпълнителен продуцент на „Ударът“ (1997) с участието на Мат Деймън и на хитовия екшън на Джон Ву „Лице назаем“ (1997), с Джон Траволта и Никълъс Кейдж. Дъглас печели одобрението на критиката за ролята си на небрежния новелист и английски професор в „Момчета-чудо“ (Wonder Boys, 2000).
Двамата с Катрин Зита-Джоунс се снимат в номинирания за Оскар „Трафик“. През 2001 г. компанията на Майкъл Дъглас прави нов филм – комедията „Една вечер в бар „Maккул““, а по-късно и „Нито дума“ – напрегнат трилър за психиатър, отчаяно търсещ отвлечената си дъщеря.
Дъглас е активист за подкрепа на човешките права. Като продуцент и актьор той доказва, че може да е на равнището на баща си.

### Семеен живот
Майкъл Дъглас се жени за Диандра Лукър през 1977 г. Те имат един син – Камерън, но се разделят през 1995 г. и по-късно се развеждат.
Дъглас се жени за дългогодишната си приятелка, уелската актриса Катрин Зита-Джоунс на 11 ноември 2000 г. Синът им Дилън Майкъл Дъглас е роден на 8 август 2000 г., а дъщеря им Карис Зита Дъглас – на 20 април 2003 г.

## Избрана филмография
| година | филм                                | оригинално заглавие               | роля                        | режисьор              |
| ------ | ----------------------------------- | --------------------------------- | --------------------------- | --------------------- |
| 1972   | Наполеон и Саманта                  | Napoleon and Samantha             | Даниел Арлингтън Уилямс III | Бърнард Макевити      |
| 1979   | Китайски синдром                    | The China Syndrome                | Ричард Адамс                | Джеймс Бриджис        |
| 1980   | Мой ред е                           | It's My Turn                      | Бен Левин                   | Клаудия Уейл          |
| 1984   | Романс за камъка                    | Romancing the Stone               | Джак Колтън                 | Робърт Земекис        |
| 1985   | Перлата на Нил                      | The Jewel of the Nile             | Джак Колтън                 | Луис Тийг             |
| 1987   | Фатално привличане                  | Fatal Attraction                  | Дан Галахар                 | Ейдриън Лайн          |
| 1987   | Уолстрийт                           | Wall Street                       | Гордън Геко                 | Оливър Стоун          |
| 1989   | Черен дъжд                          | Black Rain                        | Ник Конклин                 | Ридли Скот            |
| 1989   | Войната на семейство Роуз           | The War of the Roses              | Оливер Роуз                 | Дани Де Вито          |
| 1992   | Първичен инстинкт                   | Basic Instinct                    | Ник Къран                   | Пол Верховен          |
| 1997   | Играта                              | The Game                          | Никълъс Ван Ортън           | Дейвид Финчър         |
| 1998   | Перфектно убийство                  | A Perfect Murder                  | Стивън Тейлър               | Андрю Дейвис          |
| 2000   | Трафик                              | Traffic                           | Робърт Уайкфилд             | Стивън Содърбърг      |
| 2000   | Момчета-чудо                        | Wonder Boys                       | професор Грейди Трип        | Къртис Хенсън         |
| 2001   | Една вечер в бар „Маккул“           | One Night at McCool's             | г-н Бурмистър               | Харалд Цварт          |
| 2001   | Нито дума                           | Don't Say a Word                  | Нейтън Конрад               | Гари Фледър           |
| 2003   | Роднини под прикритие               | The In-Laws                       | Стив Тобиас                 | Андрю Флеминг         |
| 2003   | Семейна черта                       | It Runs in the Family             | Алекс Громбърг              | Фред Шеписи           |
| 2006   | Стражът                             | The Sentinel                      | Пийт Гарисън                | Кларк Джонсън         |
| 2006   | Аз, ти и Дюпри                      | You, Me and Dupree                | Боб Томпсън                 | Братя Русо            |
| 2009   | Призраци на бивши гаджета           | Ghosts of Girlfriends Past        | Уейн Мийд                   | Марк Уотърс           |
| 2010   | Уолстрийт: Парите никога не спят    | Wall Street: Money Never Sleeps   | Гордън Геко                 | Оливър Стоун          |
| 2011   | Мокри поръчки                       | Haywire                           | Кобленц                     | Стивън Содърбърг      |
| 2013   | Последният пенсионерски запой       | Last Vegas                        | Били Герсън                 | Йон Туртелтауб        |
| 2013   | Зад свещника: Моят живот с Либераче | Behind the Candelabra             | Либерачи                    | Стивън Содърбърг      |
| 2014   | И така нататък                      | And So It Goes                    | Орен Литъл                  | Роб Райнър            |
| 2015   | Ант-Мен                             | Ant-Man                           | Ханк Пим / Ант-Мен          | Пейтън Рийд           |
| 2018   | Ант-Мен и Осата                     | Ant-man and the Wasp              | Ханк Пим                    | Пейтън Рийд           |
| 2019   | Отмъстителите: Краят                | Avengers: Endgame                 | Ханк Пим                    | Антъни Русо, Джо Русо |
| 2023   | Ант-Мен и Осата: Квантомания        | Ant-Man and the Wasp: Quantumania | Ханк Пим                    | Пейтън Рийд           |